# Humpatagallia scutellaris
Humpatagallia scutellaris är en insektsart som beskrevs av Rauno E. Linnavuori och Chandrasekhara A. Viraktamath 1973. Humpatagallia scutellaris ingår i släktet Humpatagallia och familjen dvärgstritar.

## Underarter
Arten delas in i följande underarter:
- H. s. evansi
- H. s. omani